# بلل
بلل (به فرانسوی: Blesle) یک کمون در فرانسه است که در شهرستان اوت-لوآر واقع شده‌است.

## خصوصیات
بلل ۲۹٫۸ کیلومترمربع مساحت و ۶۴۴ نفر جمعیت دارد و یکی از زیباترین روستاهای فرانسه است.

## نگارخانه
- پنجره رومان
- کلسیای رومان
- سیاه چال بارونها
- کلیسای سن-پیر
- ناقوس سن-مارتین